# Gō Tanabe
Pour les articles homonymes, voir Tanabe.
Gō Tanabe (田邊剛, Tanabe Gō), parfois orthographié Gou Tanabe, est un mangaka, né en 1975 à Tokyo dans la région du Kantō. Il se fait connaître, en France, grâce à ses adaptations d’œuvres littéraires de H. P. Lovecraft.

## Biographie
Tanabe Gō est né en 1975 à Tokyo.
En automne 2005, en pleine période sombre, il cherche « des histoires de monstres sans issue positive » : son éditeur lui présente le mythe de Cthulhu de l'écrivain américain Howard Phillips Lovecraft. Il est impressionné par les personnages qui « perdent alors tout espoir et appétit de vivre. C’est ce point commun aux récits de Lovecraft qui m’a particulièrement marqué », raconte-il dans CNews.
En 2007, il publie le drame romantique Kasane (累) dans le magazine Comic Beam, édité dans la même année à la maison d'édition Enterbrain au Japon, ainsi qu'un recueil d'histoires courtes horrifiques The Outsider (アウトサイダー) librement adapté de la nouvelle Je suis d'ailleurs de H. P. Lovecraft (1926).
En 2012, Mr. Nobody est dans le magazine Comic Ryū, avant d'être publié en trois volumes reliés par l'éditeur Tokuma Shoten jusqu'en 2014.
En 2015, le manga d'horreur fantastique La Couleur tombée du ciel (異世界の色彩) paraît dans Comic Beam et est édité par Enterbrain.
En 2016, Enterbrain publie Celui qui hantait les ténèbres (闇に這う者) et Les Montagnes hallucinées (狂気の山脈にて).
En 2018, le mangaka présente Dans l'abîme du temps (時を超える影), puis L'Appel de Cthulhu (クトゥルフの呼び声) (2019). À partir de cette même année, la France découvre les deux premiers tomes des Montagnes hallucinées (狂気の山脈にて) publiés chez Ki-oon dans la « collection plus vaste sur les « chefs-d’œuvre de Lovecraft » », souligne Le Monde.
Le 12 mars 2021, il termine la réalisation du Cauchemar d'Innsmouth (インスマウスの影).
En janvier-février 2025, le Festival d'Angoulême consacre une exposition à l'œuvre de Lovecraft adapté par Gō Tanabe.

## Œuvres traduites en français

### One shot
- The Outsider (アウトサイダー?) [éd. originale Enterbrain, 2007], Glénat, coll. « Seinen Manga », trad. Fédoua Lamodière, 2009,  (ISBN 978-2-7234-6636-3).

### Séries
- Kasane (累?) [éd. originale Enterbrain, 2007], Kana, coll. « Made In ».
  - Tome 1, 2010,  (ISBN 978-2-505-00782-1).
  - Tome 2, 2010,  (ISBN 978-2-505-00848-4).

- Mr. Nobody [éd. originale Tokuma Shoten, 2012], Bamboo Édition, coll. « Doki-Doki ».
  - Tome 1, 2014,  (ISBN 978-2-8189-3101-1).
  - Tome 2, 2014,  (ISBN 978-2-8189-3117-2).
  - Tome 3, 2014,  (ISBN 978-2-8189-3169-1).

- Les Chefs-d'Œuvre de Lovecraft (ラヴクラフト傑作集?) [éd. originale Enterbrain, depuis 2015], Ki-oon, coll. « Twelve ».
  - Les Montagnes hallucinées, tome 1 (狂気の山脈にて?), trad. Sylvain Chollet, 2018,  (ISBN 979-10-32703-62-5).
  - Les Montagnes hallucinées, tome 2 (狂気の山脈にて?), trad. Sylvain Chollet, 2019,  (ISBN 979-10-32703-98-4).
  - Dans l'abîme du temps (時を超える影?), trad. Sylvain Chollet, 2019,  (ISBN 979-10-32704-89-9).
  - La Couleur tombée du ciel (異世界の色彩?), trad. Sylvain Chollet, 2020,  (ISBN 979-10-32705-94-0).
  - L'Appel de Cthulhu (クトゥルフの呼び声?), trad. Sylvain Chollet, 2020,  (ISBN 979-10-32706-63-3).
  - Celui qui hantait les ténèbres (闇に這う者?) et Dagon (ダゴン?), trad. Sylvain Chollet, 2021,  (ISBN 979-10-327-0792-0).
  - Le Cauchemar d'Innsmouth, tome 1 (インスマウスの影?), trad. Sylvain Chollet, 2021  (ISBN 979-1032708248)
  - Le Cauchemar d'Innsmouth, tome 2 (インスマウスの影?), trad. Sylvain Chollet, 2022  (ISBN 979-1032711149)
  - Le Molosse (魔犬?), trad. Sylvain Chollet, 2022  (ISBN 979-10-327-1182-8)
  - L'Abomination de Dunwich, tome 1 (ダニッチの怪?), trad. Sylvain Chollet, 2023  (ISBN 979-10-327-1312-9)
  - L'Abomination de Dunwich, tome 2 (ダニッチの怪?), trad. Sylvain Chollet, 2024  (ISBN 979-10-327-1685-4)
  - L'Abomination de Dunwich, tome 3 (ダニッチの怪?), trad. Sylvain Chollet, 2024  (ISBN 979-10-327-1687-8)
  - Les Chats d'Ulthar (ウルタールの猫?), trad. Sylvain Chollet, 2025  (ISBN 979-10-327-1934-3)

## Distinctions

### Récompenses
- Concours Afternoon 2001 : Prix spécial du jury pour Sunakichi[1]

- Enterbrain 2002 : Prix Entame pour Vingt-six Hommes et une Fille[1]

- Japan Expo Awards 2019[9] :
  - Daruma du meilleur dessin
  - Daruma de la meilleure fabrication - Prix du jury de la création

- Japan Expo 2019 : Prix Asie de la critique pour Les Montagnes hallucinées[10]

- Festival d'Angoulême 2020 : Prix de la série pour Dans l'abîme du temps[11]
- Prix Bram-Stoker du meilleur roman graphique 2024 pour H. P. Lovecraft’s The Call of Cthulhu

### Nomination
- Comic-Con de San Diego 2018 : Prix Eisner de la meilleure adaptation d'un autre médium pour H. P. Lovecraft’s The Hound and Other Stories[12]

### Documentation
- Bernard Monasterolo, « Les Montagnes hallucinées, adaptation risquée et réussie de Lovecraft en manga », Le Monde,‎ 15 octobre 2018 (lire en ligne)
- Aurélien Pigeat, « Les Montagnes hallucinées : le chef-d’oeuvre de Lovecraft dans une adaptation manga d’exception », sur ActuaBD, 22 octobre 2018
- Arthur Bayon et Valentin Paquot, « Les Montagnes hallucinées, les visions d’horreur de Lovecraft en manga », Le Figaro,‎ 26 avril 2019 (lire en ligne)
- Nicolas Cailleaud, « L'Appel de Cthulhu : le mangaka Gou Tanabe nous raconte sa vision de Lovecraft [interview] », sur CNews, 17 septembre 2020
- Xavier Guilbert, Gou Tanabe × H.P. Lovecraft : Visions hallucinées, 9e Art+ éditions, coll. « Festival international de la bande dessinée d'Angoulême », 2025, 160 p. (ISBN 978-2-491547-14-1)